# Le Plessis-Lastelle
Le Plessis-Lastelle è un comune francese di 257 abitanti situato nel dipartimento della Manica nella regione della Normandia.

## Società

### Evoluzione demografica
Abitanti censiti